# Оштарије
Оштарије су насељено место у саставу општине Јосипдол, у Карловачкој жупанији, Република Хрватска.

## Историја
До територијалне реорганизације у Хрватској налазиле су се у саставу старе општине Огулин.

### Други свјетски рат
Многе Србе су усташе и месне власти хапсиле у возовима, иако су имали уредне путне исправе. Почетком августа 1941. године на станици у Оштаријама, изведени су из воза Чеда Поповић и његов брат Јоса, Петар Манојловић и Раде и Младен Муњас, сви из Отока, мада су имали пропусницу "од немачких војних власти" да путују у Србију. Прва двојица су одведена у Огулин и касније убијена.

## Становништво
На попису становништва 2011. године, Оштарије су имале 1.444 становника.

## Попис1991.
На попису становништва 1991. године, насељено место Оштарије је имало 1.557 становника, следећег националног састава:
| Попис 1991.‍   | Попис 1991.‍  | Попис 1991.‍ | Попис 1991.‍ | Попис 1991.‍ |
| ------------- | ------------ | ----------- | ----------- | ----------- |
|               |              |             |             |             |
| Хрвати        | Хрвати       |             | 1.440       | 92,48%      |
| Срби          | Срби         |             | 58          | 3,72%       |
| Југословени   | Југословени  |             | 18          | 1,15%       |
| Муслимани     | Муслимани    |             | 5           | 0,32%       |
| Мађари        | Мађари       |             | 3           | 0,19%       |
| Словенци      | Словенци     |             | 3           | 0,19%       |
| Пољаци        | Пољаци       |             | 1           | 0,06%       |
| неопредељени  | неопредељени |             | 17          | 1,09%       |
| непознато     | непознато    |             | 12          | 0,77%       |
| укупно: 1.557 |              |             |             |             |